# Удмуртская автономная область
Удмуртская автономная область (удм. Удмурт автономной область, Удмуртская АО) — автономная административно-территориальная единица РСФСР, существовавшая с 4 ноября 1920 года по 28 декабря 1934 года.
До 1 января 1932 года имела название Вотская автономная область. Административный центр области — город Ижевск (с января по июнь 1921 года — город Глазов).

## История
Декрет ВЦИК и СНК России «Об образовании Автономной Области Вотякского Народа», от 4 ноября 1920 года, дал начало образования Удмуртской автономной области как автономное территориальное образование Автономная область Вотякского народа для компактного проживания коренного народа — вотяков (устаревший русский экзоэтноним для удмуртов).
В течение 1921 года происходило формирование структуры новых государственных органов — революционные комитеты передавали власть исполкомам Советов. Декретом ВЦИК от 5 января 1921 года в состав Автономной области Вотского народа были включены город Глазов (административный центр) и волости Глазовского, Сарапульского, Елабужского и Малмыжского уездов. В этом же году 10 июня 1921 года административный центр был переведён в Ижевск.

На совместном заседании областного бюро РКП(б) и ревкома было решено объявить 27 февраля 1921 года днём празднования образования Вотской автономной области. В воззвании областного бюро РКП(б) к рабочим, крестьянам, всем гражданам Вотской автономной области говорилось:
Сегодня, 27 февраля, мы празднуем великий знаменательный день предоставления всему вотскому народу свободного самоуправления. Сегодня мы можем торжественно, громко заявить, что с сего дня мы сами хозяева в своей стране… Каждый вотяк-рабочий, вотяк-крестьянин должен помнить, что на завтрашний день он должен приступить к неустанному труду над образованием своих сыновей, своих дочерей, готовя тем самым руководителей и организаторов не своего маленького двора, а великого, могущественного народного хозяина Советской России, на завтрашний день, засучив рукава, он должен будет начать бить молотом, куя свое собственное счастье, счастье трудящихся всего мира!
— Воззвание Удмуртского областного бюро РКП(б) от 27.02.1921, 
| № | Наименование                                                      | Дата образования(преобразования) |
| - | ----------------------------------------------------------------- | -------------------------------- |
| 1 | Вотская автономная область (Автономная Область Вотякского Народа) | 4 ноября 1920 года               |
| 2 | Удмуртская автономная область                                     | 1 января 1932 года               |
| 3 | Удмуртская Автономная Советская Социалистическая Республика       | 28 декабря 1934 года             |
| 4 | Удмуртская Республика                                             | 11 октября 1991 года             |

С созданием автономии стала быстро развиваться национальная удмуртская культура (драматургия, театр, литература, изобразительное искусство). С 1920-х гг. велась большая работа по борьбе с неграмотностью, важную роль в просвещении играло основанное в 1921 издательство «Удкнига».
14 января 1929 году Вотская АО вошла в состав Нижегородской области (позже — Нижегородский край).
1 января 1932 года переименована в Удмуртскую автономную область.
28 декабря 1934 года постановлением ВЦИК Удмуртская АО преобразована в Удмуртскую АССР.

## Население

### Численность
- По состоянию на май 1923 года: население — 710 тыс. человек, площадь — 28 939 км².
- По состоянию на май 1930 года: население — 784,1 тыс. человек, площадь — 30 614 км².
- По состоянию на 15 июля 1934 года: население — 868,4 тыс. человек, площадь — 32 100 км², количество районов — 18[источник не указан 2578 дней].

### Национальный состав
По переписи 1926 года:
- удмурты — 52,3 %,
- русские — 43,3 %,
- татары — 2,3 %,
- бесермяне — 1,2 %[источник не указан 2578 дней].

## Административное деление
С 8 декабря 1921 года и до 1924 года Автономная Вотская область состояла из 5 уездов: Дебёсского, Глазовского, Можгинского, Ижевского и Селтинского, в 1924 году Дебёсский и Селтинский уезды упразднены, осталось только три уезда.
Районы и районные центры Удмуртской АО на момент преобразования её в Удмуртскую АССР:
1. Алнашский — с. Алнаши,
2. Балезинский — пос. при станции Балезино,
3. Вавожский — с. Вавож,
4. Глазовский — г. Глазов,
5. Граховский — с. Грахово,
6. Дебёский — с. Дебёсы,
7. Зуринский — с. Зура,
8. Ижевский — г. Ижевск,
9. Карсовайский — с. Карсовай,
10. Кезский — пос. при ст. Кез,
11. Мало-Пургинский — с. Малая Пурга,
12. Можгинский — г. Можга,
13. Селтинский — с. Селты,
14. Сюмсинский — с. Сюмси,
15. Шарканский — с. Шаркан,
16. Юкаменский — с. Юкаменское,
17. Якшур-Бодьинский — с. Якшур-Бодья,
18. Ярский — пос. при станции Яр[17].